# Irgendwas gegen die Stille
Irgendwas gegen die Stille ist das erste Studioalbum des deutschen Popsängers Wincent Weiss.

## Veröffentlichung
Das Album erschien am 14. April 2017. Es wurde über das Label Vertigo Berlin veröffentlicht. Die Standard-Version des Albums erschien auf CD, als Download und auf Streamingdiensten. Am 27. Oktober desselben Jahres erschien eine limitierte Deluxe-Version des Albums, welche neben zwei unveröffentlichten Liedern auch zwölf Akustik Versionen enthält. Diese wurden dem Album auf einer zweiten CD beigefügt. Das Albumcover wurde für diese Version des Albums auch angepasst, so wechselte der Hintergrund mit dem Meer in einen Wolkenhintergrund. Zudem erschien ein limitiertes Boxset, welches neben dem Album auf CD ebenfalls ein unterschriebenes Polaroid, Socken, Postkarten und einen Lampenbausatz enthält.

## Singleveröffentlichungen
Die erste Singleauskopplung Musik sein wurde am 11. April 2016 veröffentlicht und konnte sich im September 2016 in den deutschen Charts platzieren. Der Song wurde mit Gold ausgezeichnet. Die zweite Single Feuerwerk wurde am 13. Januar 2017 veröffentlicht und konnte sich auch in den Charts platzieren. Vor der Veröffentlichung des Albums wurde der Song Nur ein Herzschlag entfernt als Promo-Single veröffentlicht. Durch Streaming und Downloads konnte sich der Song ebenfalls eine Woche in den deutschen Singlecharts halten. Am 11. August wurde als dritte und letzte Single der Song Frische Luft veröffentlicht. Die 2015 veröffentlichte Single Regenbogen erschien nicht auf dem Album, lediglich eine Akustik Version des Songs wurde auf dem Album veröffentlicht. Zu allen Singles erschien jeweils auch ein Musikvideo.

## Inhalt
Alle Songs auf dem Album sind in deutscher Sprache verfasst. Bis auf den Song Wenn mir die Worte fehlen wurden alle anderen Songs von Wincent Weiss mit wechselnden Co-Autoren verfasst. Zwölf der insgesamt 15 Songs wurden von Kevin Zaremba produziert. Den Song Betonherz nahm Weiss mit dem Rapper Chakuza auf. Die Standard-Version des Albums umfasst dreizehn Songs. Nach den ersten zwölf Songs folgt noch eine Akustik-Version des bereits 2015 als Single veröffentlichten Songs Regenbogen. Durch die später veröffentlichte Akustik-Version des Albums wurden auf dem Album die beiden Songs 365 Tage und Weck mich nicht auf als Bonus-Tracks zum Album hinzugefügt. Das Akustikalbum beinhaltet zwölf Akustik-Versionen der ersten zwölf Lieder des Albums sowie eine Videodokumentation über das Album. Auf der Akustik-Version des Songs Wenn mir die Worte fehlen ist die Band Männersache zu hören. Alle Songs auf dem Akustikalbum wurden von Friedrich Betz produziert.

### CD 1: Studioalbum
| #  | Titel                          | Autor(en)                                                                                  | Produzent(en)                         | Länge |
| -- | ------------------------------ | ------------------------------------------------------------------------------------------ | ------------------------------------- | ----- |
| 1  | Musik sein                     | Oliver Avalon, David Müller, Fabian Strangl, Wincent Weiss, Sascha Wernicke, Kevin Zaremba | Fabian Strangl (Ko.), Kevin Zaremba   | 3:14  |
| 2  | Feuerwerk                      | Martin Fliegenschmidt, David Jürgens, Wincent Weiss, Sascha Wernicke                       | David Jürgens                         | 3:29  |
| 3  | Ein Jahr                       | Alexander Knolle, Thomas Porzig, Wincent Weiss, Sascha Wernicke, Kevin Zaremba             | Kevin Zaremba                         | 3:31  |
| 4  | Frische Luft                   | Jens Schneider, Julian Schwitzler, Wincent Weiss, Sascha Wernicke                          | Jens Schneider                        | 3:18  |
| 5  | Mittendrin                     | Alexander Knolle, Jan Platt, Thomas Porzig, Wincent Weiss, Sascha Wernicke                 | Alexander Knolle                      | 3:53  |
| 6  | Nur ein Herzschlag entfernt    | Sera Finale, Fabian Strangl, Wincent Weiss, Sascha Wernicke, Kevin Zaremba                 | Kevin Zaremba                         | 3:21  |
| 7  | Herz los                       | Steffen Häfelinger, Katrin Schröder, Wincent Weiss, Sascha Wernicke, Kevin Zaremba         | Kevin Zaremba                         | 3:45  |
| 8  | Gegenteil von Traurigkeit      | Alexander Freund, Wincent Weiss, Sascha Wernicke, Kevin Zaremba                            | Alexander Freund (Ko.), Kevin Zaremba | 3:46  |
| 9  | Ich tanze leise                | Max Giesinger, Steffen Graef, Wincent Weiss, Sascha Wernicke, Kevin Zaremba                | Kevin Zaremba                         | 3:06  |
| 10 | Wenn mir die Worte fehlen      | Sera Finale, Johannes Walter-Müller                                                        | Kevin Zaremba                         | 3:25  |
| 11 | Wir sind                       | Julia Kautz, Matthias Kurpiers, Wincent Weiss, Sascha Wernicke, Kevin Zaremba              | Kevin Zaremba                         | 3:27  |
| 12 | Betonherz (feat. Chakuza)      | Max Giesinger, Steffen Graef, Wincent Weiss, Sascha Wernicke, Kevin Zaremba                | Kevin Zaremba                         | 3:38  |
| 13 | Regenbogen (Akustik Version)   | Matthias Kurpiers, Tamara Olorga, Wincent Weiss, Sascha Wernicke, Kevin Zaremba            | Matthias Kurpiers, Kevin Zaremba      | 2:37  |
|    | Bonus-Tracks (Akustik Version) |                                                                                            |                                       |       |
| 14 | 365 Tage                       | Janik Riegert, Josh Tapen, Wincent Weiss, Sascha Wernicke                                  | Kevin Zaremba                         | 3:07  |
| 15 | Weck mich nicht auf            | Philipp Klemz, Wincent Weiss, Kim Wennerström, Sascha Wernicke                             | Kevin Zaremba                         | 3:36  |

### CD 2: Akustikalbum
| #  | Titel                                                           | Autor(en)                                                                                  | Produzent(en)  | Länge |
| -- | --------------------------------------------------------------- | ------------------------------------------------------------------------------------------ | -------------- | ----- |
| 1  | Musik sein (Akustik Version)                                    | Oliver Avalon, David Müller, Fabian Strangl, Wincent Weiss, Sascha Wernicke, Kevin Zaremba | Friedrich Betz | 3:22  |
| 2  | Feuerwerk (Akustik Version)                                     | Martin Fliegenschmidt, David Jürgens, Wincent Weiss, Sascha Wernicke                       | Friedrich Betz | 3:44  |
| 3  | Ein Jahr (Akustik Version)                                      | Alexander Knolle, Thomas Porzig, Wincent Weiss, Sascha Wernicke, Kevin Zaremba             | Friedrich Betz | 3:42  |
| 4  | Frische Luft (Akustik Version)                                  | Jens Schneider, Julian Schwitzler, Wincent Weiss, Sascha Wernicke                          | Friedrich Betz | 3:54  |
| 5  | Mittendrin (Akustik Version)                                    | Alexander Knolle, Jan Platt, Thomas Porzig, Wincent Weiss, Sascha Wernicke                 | Friedrich Betz | 3:46  |
| 6  | Nur ein Herzschlag entfernt (Akustik Version)                   | Sera Finale, Fabian Strangl, Wincent Weiss, Sascha Wernicke, Kevin Zaremba                 | Friedrich Betz | 3:46  |
| 7  | Herz los (Akustik Version)                                      | Steffen Häfelinger, Katrin Schröder, Wincent Weiss, Sascha Wernicke, Kevin Zaremba         | Friedrich Betz | 3:39  |
| 8  | Gegenteil von Traurigkeit (Akustik Version)                     | Alexander Freund, Wincent Weiss, Sascha Wernicke, Kevin Zaremba                            | Friedrich Betz | 3:38  |
| 9  | Ich tanze leise (Akustik Version)                               | Max Giesinger, Steffen Graef, Wincent Weiss, Sascha Wernicke, Kevin Zaremba                | Friedrich Betz | 2:50  |
| 10 | Wenn mir die Worte fehlen (Akustik Version) (feat. Männersache) | Sera Finale, Johannes Walter-Müller                                                        | Friedrich Betz | 3:29  |
| 11 | Wir sind (Akustik Version)                                      | Julia Kautz, Matthias Kurpiers, Wincent Weiss, Sascha Wernicke, Kevin Zaremba              | Friedrich Betz | 3:35  |
| 12 | Betonherz (Akustik Version)                                     | Max Giesinger, Steffen Graef, Wincent Weiss, Sascha Wernicke, Kevin Zaremba                | Friedrich Betz | 3:37  |
|    | Bonusvideo                                                      |                                                                                            |                |       |
| 13 | Album-Doku: „Irgendwas gegen die Stille“                        |                                                                                            |                | 12:41 |

## Irgendwas gegen die Stille Tour
Die Irgendwas gegen die Stille Tour 2017 begann am 1. November 2017 in Osnabrück und endete am 8. Dezember 2017 in Zürich. Sie umfasste 27 Konzerte in Deutschland, Österreich und der Schweiz.

### Setlist
Die Setlist beinhaltete alle Songs aus dem Album Irgendwas gegen die Stille sowie die beiden bis dato unveröffentlichten Songs 365 Tage und Weck mich nicht auf. Zudem sang er den Song Wie soll ein Mensch das ertragen?, der im Original von Philipp Poisel ist. Auf den Konzerten spielte Weiss zudem ein Medley aus verschiedenen, zu der Zeit aktuellen deutschsprachigen Liedern, wie z. B. Das Leichteste der Welt von der Band Silbermond oder Wir sind groß von dem Sänger Mark Forster. Auch der Song Unter meiner Haut wurde auf allen Konzerten gespielt.
1. Betonherz
2. Wir sind
3. Ein Jahr
4. Gegenteil von Traurigkeit
5. Unter meiner Haut
6. Wenn mir die Worte fehlen
7. Mittendrin
8. Weck mich nicht auf
9. Wie soll ein Mensch das ertragen? (Philipp Poisel Cover)
10. Herz los
11. Regenbogen
12. Medley (deutschsprachige Songs)
13. 365 Tage
14. Musik sein
15. Nur ein Herzschlag entfernt
16. Frische Luft
Zugabe
17. Ich tanze leise
18. Feuerwerk

### Tourdaten
| Datum             | Stadt                     | Veranstaltungsort   | Land        |
| ----------------- | ------------------------- | ------------------- | ----------- |
| 1. November 2017  | Osnabrück                 | Rosenhof            | Deutschland |
| 2. November 2017  | Bremen (Hemelingen)       | Aladin Music Hall   | Deutschland |
| 3. November 2017  | Essen                     | Weststadthalle      | Deutschland |
| 4. November 2017  | Bad Neustadt an der Saale | Stadthalle          | Deutschland |
| 6. November 2017  | Münster                   | Skaters Palace      | Deutschland |
| 7. November 2017  | Köln                      | E-Werk              | Deutschland |
| 8. November 2017  | Bielefeld                 | Ringlokschuppen     | Deutschland |
| 10. November 2017 | Kiel                      | Max-Nachttheater    | Deutschland |
| 11. November 2017 | Flensburg                 | Max                 | Deutschland |
| 12. November 2017 | Berlin                    | Huxley’s Neue Welt  | Deutschland |
| 14. November 2017 | Hamburg                   | Docks               | Deutschland |
| 16. November 2017 | Hannover                  | Capitol             | Deutschland |
| 17. November 2017 | Magdeburg                 | Factory             | Deutschland |
| 18. November 2017 | Erfurt                    | Stadtgarten Erfurt  | Deutschland |
| 20. November 2017 | Mannheim                  | Capitol             | Deutschland |
| 21. November 2017 | Wiesbaden                 | Schlachthof         | Deutschland |
| 22. November 2017 | Saarbrücken               | Garage              | Deutschland |
| 24. November 2017 | Siegen                    | Siegerlandhalle     | Deutschland |
| 25. November 2017 | Kaiserslautern            | Kammgarn            | Deutschland |
| 27. November 2017 | München                   | Muffathalle         | Deutschland |
| 28. November 2017 | Würzburg                  | Posthalle           | Deutschland |
| 29. November 2017 | Nürnberg                  | Hirsch              | Deutschland |
| 2. Dezember 2017  | Linz                      | Posthof Großer Saal | Österreich  |
| 3. Dezember 2017  | Wien                      | Chaya Fuera         | Österreich  |

## Kommerzieller Erfolg

### Chartplatzierungen
Irgendwas gegen die Stille erreiche in der ersten Verkaufswoche Platz 3 in den deutschen Albumcharts. Insgesamt hielt sich das Album 83 Wochen in den Charts. In Österreich erreichte das Album Platz 14 der Albumcharts und war sechs Wochen lang in den Charts. In der Schweiz erreichte es Platz vier der dortigen Albumcharts und verblieb dort 37 Wochen. Für Weiss ist dies die erste Albumplatzierungen in den drei Ländern. Das Album erreichte in der Jahresauswertung 2017 in Deutschland Platz 26, ein Jahr später erreichte es den Platz 65. In der Schweiz konnte sich das Album in den Jahrescharts 2017 auf Rang 72 platzieren.
| ChartsChartplatzierungen | Höchstplatzierung | Wochen |
| ------------------------ | ----------------- | ------ |
| Deutschland (GfK)        | 3 (83 Wo.)        | 83     |
| Österreich (Ö3)          | 14 (6 Wo.)        | 6      |
| Schweiz (IFPI)           | 4 (44 Wo.)        | 44     |

| ChartsJahrescharts (2017) | Platzierung |
| ------------------------- | ----------- |
| Deutschland (GfK)         | 26          |
| Schweiz (IFPI)            | 72          |

| ChartsJahrescharts (2018) | Platzierung |
| ------------------------- | ----------- |
| Deutschland (GfK)         | 65          |

### Auszeichnungen für Musikverkäufe
Im Oktober 2018 wurde Irgendwas gegen die Stille in Deutschland mit einer Platin-Schallplatte ausgezeichnet. Im Mai 2021 folgte die Verleihung einer dreifachen Goldenen Schallplatte für über 300.000 verkaufte Einheiten in Deutschland. In der Schweiz erhielt das Album Platin im November 2019 und in Österreich im November 2024 Gold.
| Land/Region        | Auszeichnungen für Musikverkäufe (Land/Region, Auszeichnung, Verkäufe) | Verkäufe |
| ------------------ | ---------------------------------------------------------------------- | -------- |
| Deutschland (BVMI) | 3× Gold                                                                | 300.000  |
| Österreich (IFPI)  | Gold                                                                   | 7.500    |
| Schweiz (IFPI)     | Platin                                                                 | 20.000   |
| Insgesamt          | 2× Gold · 2× Platin ·                                                  | 327.500  |